# Clasificación de Graffar
En pediatría, la clasificación de Graffar es un esquema internacional para la agrupación de niños y adolescentes basada en el estudio de las características sociales de la familia, la profesión del padre, el nivel de instrucción, las fuentes de ingreso familiar, la comodidad del alojamiento y el aspecto de la zona donde la familia habita. Los criterios fueron establecidos en Bruselas, Bélgica por el profesor Graffar como un indicador de los diversos niveles de bienestar de un grupo social.

## Criterios
En la primera fase de la evaluación, se le atribuye a cada familia observada una puntuación para cada uno de los cinco criterios que la clasificación enumera y en una segunda fase de evaluación se obtiene la escala que la familia ocupa en la sociedad basado en la suma de estas puntuaciones. Las familias con los estratos más altos (I y II) pertenecen al más alto nivel de bienestar, mientras que las familias en pobreza relativa y pobreza extrema o crítica pertenecen a los estratos más bajos (IV y V).

### Profesión
Las familias se clasifican en cinco categorías según la profesión ejercida por el padre de la familia. Si la madre ejerce una profesión de nivel más elevado que la del padre de la familia, en ese caso servirá ella de base para la clasificación de la familia.
| Grado | Profesiones |
| ----- | --- |
| 1º    | Directores de bancos, directores técnicos de empresas, licenciados, ingenieros, profesionales con títulos universitarios o de escuelas especiales y militares de alta patente. |
| 2º    | Jefes de secciones administrativas o de negocios de grandes empresas, subdirectores de bancos, peritos, técnicos y comerciantes.                                               |
| 3º    | Ayudantes o aprendices técnicos, diseñadores, cajeros, oficiales de primera, capataces y maestros de obras.                                                                    |
| 4º    | Operarios especializados con entrenamiento técnico completo (por ejemplo motoristas, policías, cocineros, etc).                                                                |
| 5º    | Trabajadores manuales u operarios no especializados (por ejemplo: jornaleros, ayudantes de cocina, servicio de limpieza, etc).                                                 |

### Nivel de instrucción
Las categorías, similares a las de la profesión, son las siguientes:
| Grado | Nivel de Instrucción |
| ----- | --- |
| 1º    | Enseñanza universitaria o su equivalente (12 o más años de estudio). Por ejemplo, catedráticos y asistentes, doctores o licenciados, títulos universitarios o de escuelas superiores o especiales, diplomados, economistas, notarios, jueces, magistrados, agentes del Ministerio Público, militares de Academia. |
| 2º    | Enseñanza media o secundaria completa, técnica superior completa(10 a 11 años de estudio). Por ejemplo, técnicos y peritos. |
| 3º    | Enseñanza secundaria incompleta, técnica media (8 a 9 años de estudio). Por ejemplo, individuos con cursos técnicos, industriales o comerciales, militares de bajo rango o sin títulos académicos. |
| 4º    | Enseñanza primaria completa, o alfabeta (con algún grado de instrucción primaria). |
| 5º    | Enseñanza primaria de uno o dos años que saben leer o analfabetas. |

## Clasificación Social
La suma total de los puntos obtenidos en la clasificación de los cinco criterios provee una clasificación final que corresponda a la clase social, conforma a la clasificación siguiente:
| Clase | Clasificación Social                        |
| ----- | ------------------------------------------- |
| I     | Familias cuya suma de puntos va de 5 a 9.   |
| II    | Familias cuya suma de puntos va de 10 a 13. |
| III   | Familias cuya suma de puntos va de 14 a 17. |
| IV    | Familias cuya suma de puntos va de 18 a 21. |
| V     | Familias cuya suma de puntos va de 22 a 25. |